# Crimă sub soare (film din 1982)
Crimă sub soare (în engleză Evil Under the Sun) este un film polițist britanic din 1982, inspirat din romanul Răul sub soare (1941) al Agathei Christie și regizat de Guy Hamilton. Ca urmare a succesului public și critic al ecranizării Crima din Orient Express (1974) a lui Sidney Lumet, care a fost nominalizată la șase premii Oscar și a câștigat unul dintre ele, compania britanică EMI Films a realizat alte două filme cu detectivul belgian Hercule Poirot: Moarte pe Nil (1978) și Crimă sub soare (1982). Rolul lui Poirot, atribuit lui Albert Finney în Crima din Orient Express, a fost interpretat în aceste două filme de Peter Ustinov.
Subiectul filmului îl constituie uciderea actriței americane Arlena Stuart Marshall pe o insulă exotică din Marea Adriatică, unde își petrecea vacanța în mijlocul unui grup de persoane care aveau fiecare un motiv pentru crimă. Fiecare persoană aflată pe insulă avea însă un alibi pentru momentul crimei, iar detectivul Hercule Poirot, aflat acolo pentru a rezolva un caz mai vechi, trebuie să stabilească care dintre oaspeți este criminalul. Filmările au avut loc pe platourile Lee International Film Studios⁠(en)[traduceți] din Wembley (scenele de interior) și în diferite locuri din apropierea insulei spaniole Mallorca.
Crimă sub soare este a patra ecranizare a unui roman al Agathei Christie pe care a produs-o compania EMI, după Crima din Orient Express (1974), Moarte pe Nil (1978) și Oglinda spartă (1980). Spre deosebire de primele trei ecranizări ale romanelor Agathei Christie, care au fost destul de fidele textului literar original, scenariștii Crimei sub soare au mutat acțiunea filmului de pe coasta comitatului Devon pe o insulă exotică din Marea Adriatică.
Recenziile critice publicate în perioada lansării au scos în evidență stilul elegant al ecranizării, calitatea interpretărilor și umorul savuros al detectivului Poirot. La fel ca și alte ecranizări după operele Agathei Christie, Crimă sub soare se bazează pe o distribuție stelară, pe decorurile naturale bine alese, pe costumele elegante ale personajelor și pe dialogurile tăioase între unele personaje.

## Rezumat
La sfârșitul anilor 1930 o drumeață găsește o femeie moartă în zona mlăștinoasă North York Moors. Victima, care fusese sugrumată, este identificată ca Alice Ruber. Câteva luni mai târziu, detectivul belgian Hercule Poirot este solicitat să examineze un inel cu diamant aparținând industriașului milionar Sir Horace Blatt și susține că este fals. Compania de asigurări London Trojan îl angajează pe Poirot să investigheze acest caz, iar detectivul se întâlnește cu Sir Horace pe iahtul acestuia ancorat în sudul Franței. Milionarul îi mărturisește că a achiziționat un diamant scump de la magazinul Tiffany din New York și l-a făcut cadou unei actrițe americane, care l-a părăsit apoi pe drumul către Anglia, fără a-i mai restitui darul primit. El a dat de urma actriței și i-a cerut să-i restituie diamantul, dar a primit în schimb o copie ieftină. Fosta sa amantă urma să ajungă trei zile mai târziu pe o insulă exotică din Marea Adriatică, unde se afla fostul palat de vară al regelui domnitor al Tyraniei, care fusese transformat de Daphne Castle într-un hotel exclusivist. Sir Horace intenționa să meargă acolo pentru a se confrunta cu fosta amantă și îl invită pe Poirot să-l însoțească.
Suferind de rău de mare, Poirot se deplasează însă cu trenul și apoi ajunge pe insulă, unde se cazează în hotelul luxos al lui Daphne Castle. El o cunoaște acolo pe Arlena Stuart Marshall, fosta amantă a lui Sir Horace, care se afla în vacanță împreună cu noul ei soț, Kenneth, și cu fiica acestuia, Linda. Arlena se comportă brutal cu Linda și flirtează cu tânărul Patrick Redfern, aflat pe insulă împreună cu soția sa, Christine. Hotelul îi găzduiește, de asemenea, pe producătorii de spectacole Odell și Myra Gardener, care intenționează să o convingă pe Arlena să-și respecte un angajament mai vechi, și jurnalistul Rex Brewster, care încearcă să obțină acordul Arlenei pentru publicarea unei biografii complete a ei. Vilegiaturiștii se scaldă în apa mării sau fac plajă, iar detectivul constată că trupurile lor sunt întinse la soare precum „cadavrele pe mesele de la morgă” și susține profetic că „răul își croiește drum pretutindeni sub soare”. În cea de-a treia dimineață, Arlena pleacă cu hidrobicicleta către Ladder Bay și este descoperită mai târziu pe o plajă retrasă de către Patrick și Myra, aflați într-o excursie cu șalupa în jurul insulei. Patrick coboară din șalupă, se apropie de femeia aparent adormită și o anunță pe Myra că Arlena a fost sugrumată. Momentul morții este estimat a fi între 11:30 și 12:00. Poirot trebuie să stabilească care dintre cei opt oaspeți, plus Daphne, este criminalul. Fiecare persoană avea un motiv pentru a săvârși crima, dar și un alibi pentru momentul crimei.
Începând interogatoriul, detectivul belgian descoperă că toți cei nouă suspecți aveau alibiuri pentru ora presupusă a crimei. Astfel, Daphne și Kenneth se aflau în hotel în momentul crimei, iar Christine picta pe plaja Gull Cove, în prezența Lindei, plecând de acolo la ora 11:55 pentru a se schimba pentru un meci de tenis programat la 12:30. Rex s-a întâlnit cu Linda la intrarea în Gull Cove în jurul orei 12:00 și a susținut că a fost aproape lovit de o sticlă aruncată de pe stânci. Odell, care a fost văzut citind de Daphne și de personalul hotelului, susține că apa nu curgea la robinet în jurul orei 12:15, dar nimeni nu recunoaște că a făcut baie atunci. Sir Horace, abia sosit pe insulă, afirmă că s-a întâlnit cu Arlena pe plaja Ladder Bay la 11:30, pentru a-i cere diamantul, lucru confirmat de echipajul iahtului său și de Daphne. Arlena a păstrat diamantul fals și a promis să rezolve situația în acea seară; diamantul fals a fost găsit însă de Poirot într-o grotă din apropiere.
Adunându-i împreună pe toți suspecții, Poirot îi acuză de crimă pe soții Redfern: astfel, Christine a lovit-o cu o piatră pe Arlena, lăsând-o inconștientă, și i-a ascuns trupul în grota din apropiere, iar Patrick a ștrangulat-o mai târziu. Christine s-a dat cu loțiune de plajă pentru a crea impresia că se bronza și s-a îmbrăcat în hainele Arlenei pentru a fi identificată intenționat greșit de Patrick în prezența Myrei. De altfel, Poirot simțise anterior parfumul Arlenei în grotă. Christine potrivise ceasul Lindei cu douăzeci de minute mai târziu, îi sugerase să înoate cu cască pentru a nu putea auzi tunul care trăgea la ora 12:00 și îi reglase apoi ceasul. Ea a fugit imediat după crimă, a aruncat pe drum sticla de loțiune în mare, fiind cât pe ce să-l lovească pe Rex, și s-a spălat de bronzul artificial, reducând astfel presiunea apei din hotel. Poirot bănuiește că Patrick a înlocuit bijuteria lui Sir Horace cu o copie și că soții Redfern au ucis-o pe Arlena pentru a proteja furtul. Cei doi soți neagă acuzațiile și îi cer detectivului să aducă dovezi.
Neputând fi reținuți, soții Redfern se pregătesc să părăsească hotelul. Patrick își plătește șederea cu o filă de cec, semnându-și numele într-un mod distinctiv pe care Poirot îl recunoaște ca fiind similar cu cel în care Felix Ruber, soțul femeii ucise în mlaștinile din Yorkshire, își semnase numele pe cererea de despăgubiri trimisă companiei de asigurări. Detectivul afirmă că fotografiile făcute de poliția britanică îi vor identifica pe cei doi soți ca Felix Ruber și drumeața care găsise trupul lui Alice Ruber, precizează că Redfern este traducerea în limba engleză a latinescului Felix Ruber și smulge din gura lui Patrick Redfern pipa pe care bărbatul o ținuse tot timpul stinsă în timpul șederii sale, descoperind acolo diamantul veritabil. Enervat la culme, Patrick Redfern îl pocnește pe Poirot, lăsându-l inconștient. Soții Redfern sunt arestați, iar detectivul este decorat ulterior de regele Tyraniei pentru modul rapid și discret în care a soluționat acest caz de crimă.

## Distribuție
- Peter Ustinov — detectivul belgian Hercule Poirot[6][8][29][30]
- Colin Blakely — Sir Horace Blatt, industriaș milionar[6][8][29][30]
- Jane Birkin — Christine Redfern, soția lui Patrick[6][8][29][30]
- Nicholas Clay — Patrick Redfern, profesor de latină, soțul Christinei, amantul Arlenei[6][8][29][30]
- Maggie Smith — Daphne Castle, fosta amantă a regelui Tyraniei, proprietara unui hotel exclusivist de pe o insulă exotică[6][8][25][30]
- Roddy McDowall — Rex Brewster, ziarist american, autorul biografiei neautorizate a Arlenei[6][8][25][30]
- Sylvia Miles — Myra Gardener, producătoare teatrală americană, soția lui Odell[6][8][25][30]
- James Mason — Odell Gardener, producător teatral american[6][8][25][30]
- Denis Quilley — Kenneth Marshall, ofițer britanic, soțul Arlenei[6][8][25][30]
- Diana Rigg — Arlena Stuart Marshall, actriță americană, soția lui Kenneth[6][8][25][30]
- Emily Hone — Linda Marshall, fiica lui Kenneth din prima căsătorie[6][8][25][30]
- John Alderson — sergentul de poliție din North Riding[6][25]
- Paul Antrim — inspectorul de poliție care anchetează uciderea lui Alice Ruber[6][25]
- Cyril Conway — medicul legist din North Riding[6][25][30]
- Barbara Hicks — secretara dlui Flewitt,[6][25][30] care-l prezintă pe detectiv ca „Hercules Parrot”[31]
- Richard Vernon — Flewitt, directorul companiei de asigurări London Trojan[6][25][30]
- Robert Dorning — recepționerul de la hotelul de pe continent[6][25][30]
- Dimitri Andreas — Gino, servitor la hotelul lui Daphne Castle[6][25][30]
- Eric Kent — sergentul de serviciu de la secția de poliție din North Riding (nemenționat)[32]
- Guy Standeven — preotul care călătorește în tren cu Patrick Redfern (nemenționat)[32]

## Producție

### Dezvoltarea proiectului

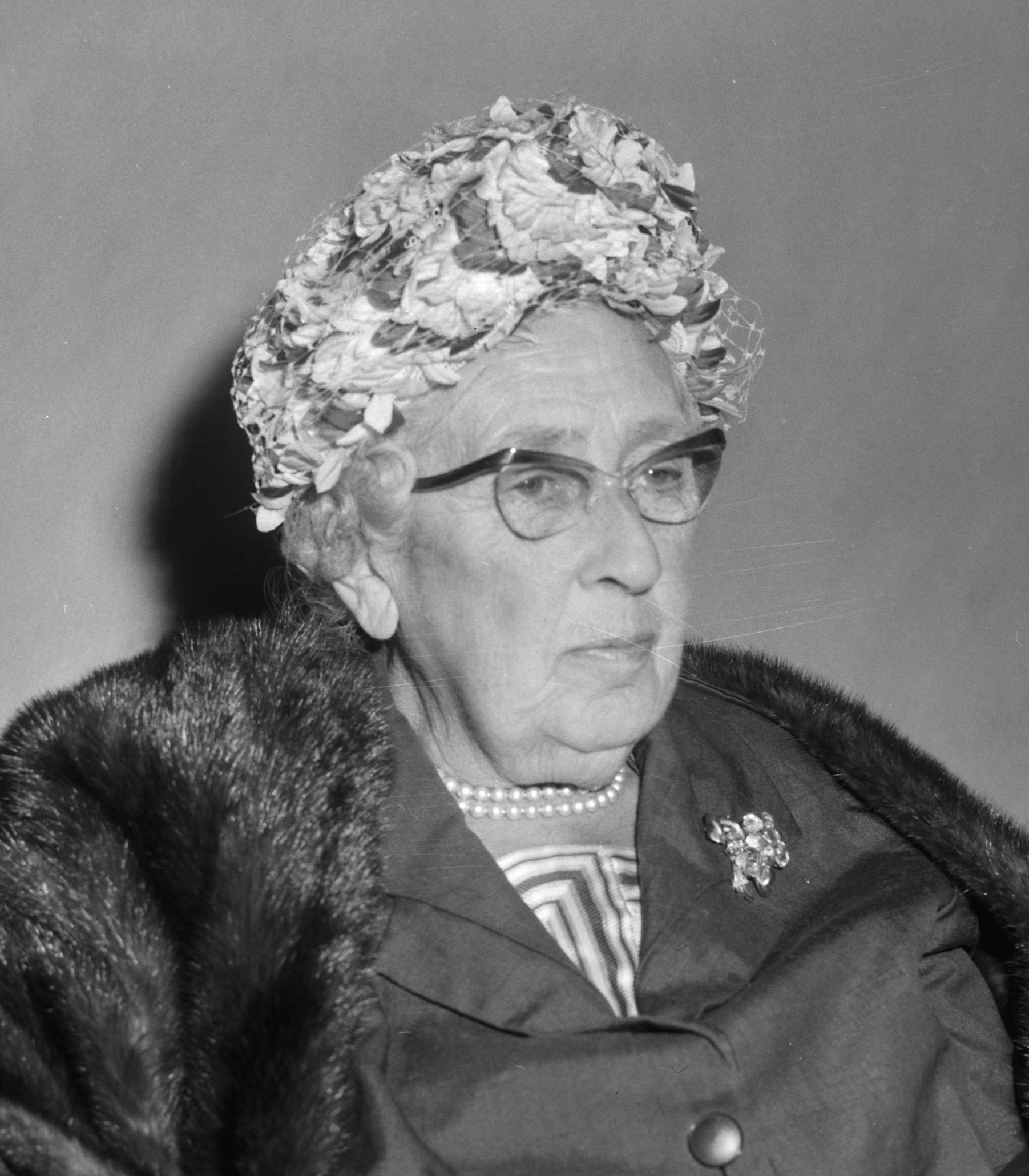
Scriitoarea Agatha Christie (1890–1976) în anul 1964

Compania EMI Films a avut un mare succes cu filmul Crima din Orient Express (1974), care a fost nominalizat la șase premii Oscar și a câștigat unul (premiul pentru cea mai bună actriță în rol secundar – Ingrid Bergman). John Brabourne, producătorul companiei EMI, își dorea să ecranizeze în continuare romanul Moarte pe Nil (1937) al Agathei Christie, care făcea parte dintr-un grup de cărți ale căror drepturi de autor fuseseră păstrate de scriitoare și nu fuseseră transferate companiei familiale Agatha Christie Ltd., ca urmare a faptului că aveau un anumit potențial dramatic. Compania EMI a cheltuit o sumă mare de bani pe avocați pentru a obține o înțelegere cu scriitoarea și apoi cu moștenitorii ei și a găsi o cale de realizare a ecranizării romanului. În același timp, Agatha Christie a sugerat realizarea unei adaptări a piesei de teatru omonime, dar aceasta nu a fost considerată o opțiune viabilă.
Ca urmare a faptului că romanul Moarte pe Nil nu era disponibil pentru a fi ecranizat, directorul de producție Nat Cohen a anunțat în 1975 că producătorii John Brabourne și Richard Goodwin vor adapta romanul Răul sub soare (Evil Under the Sun, 1941) ca parte a unei serii de șase filme cu un buget total de 6 milioane de lire sterline. EMI a realizat doar cinci din cele șase filme propuse: Spanish Fly (1976), Aces High (1976), Seven Nights in Japan (1976), The Likely Lads (1976) și Sweeney! (1977), fără filmul Crimă sub soare. Filmările la Crimă sub soare urmau să înceapă în 1976, iar, potrivit rapoartelor presei, Albert Finney semnase deja un contract preliminar pentru a apărea în film. Negocierile cu reprezentanții companiei Agatha Christie Ltd. erau însă anevoioase, în ciuda faptului că Brabourne anunțase deja într-un interviu că realizarea filmului urma să înceapă. Amânarea producției acestui film s-a datorat parțial îmbolnăvirii și morții premature a scenaristului Paul Dehn (1912–1976), care scrisese anterior scenariul filmului Crima din Orient Express.
Moartea Agathei Christie la 12 ianuarie 1976 a schimbat însă cursul evenimentelor, înlesnind mult obținerea unei înțelegeri. John Brabourne a obținut dreptul de ecranizare a romanului Moarte pe Nil, iar contractul conținea o clauză care prevedea că niciun alt film cu Poirot nu va fi autorizat în următoarele 18 luni. În urma refuzului lui Albert Finney de a juca din nou rolul lui Poirot, producătorii companiei EMI s-au gândit să confere filmului o direcție total diferită și l-au ales pe Peter Ustinov, un actor cu o metodă actoricească viguroasă care i-a conferit lui Poirot imaginea unui personaj omniscient, patern și autoritar. Distribuirea în rolul principal a lui Ustinov, un actor popular care avea reputația unui excelent povestitor, a semnalat intenția producătorilor ca Poirot să fie mai prietenos și mai apropiat de public spre deosebire de Finney, care conferise personajului o atitudine distantă și rece.
În mai 1977 reprezentanții companiei EMI au anunțat că vor realiza nu una, ci două adaptări după Agatha Christie: Moarte pe Nil (1978) și Crimă sub soare (1982). A fost făcut inițial doar un prim film, în care Peter Ustinov a jucat rolul detectivului Hercule Poirot, iar încasările nesatisfăcătoare (în comparație cu Crima din Orient Express) a determinat amânarea realizării celui de-al doilea film.
Ulterior, compania EMI a produs, în regia lui Guy Hamilton, o altă ecranizare a unui roman al Agathei Christie: Oglinda spartă (1980), cu Angela Lansbury în rolul lui Miss Marple, care a avut, în ciuda distribuției stelare, chiar mai puțin succes decât Moarte pe Nil și a determinat treptat orientarea către filmele de televiziune a producătorilor ecranizărilor după Agatha Christie. După lansarea filmului Oglinda spartă, compania a anunțat că va alterna filmele cu Poirot și Miss Marple și au circulat zvonuri, menționate printre altele într-un articol din Daily Variety din 3 martie 1979, că următorul film al companiei EMI Films Inc. va fi o ecranizare a romanului Întâlnire cu moartea (Appointment with Death, 1938), ce urma să fie lansată în anul 1980.

### Pregătiri
În martie 1981 producătorul Barry Spikings (unul dintre conducătorii companiei EMI) a anunțat că EMI va realiza filmul Crimă sub soare cu un buget de 10 milioane de dolari. Producătorul executiv Richard Goodwin a afirmat: „Ceea ce încercăm să facem este să oferim o producție grozavă de divertisment escapist, la care să te poți duce cu copiii și care să aibă în același timp un aspect atrăgător”. Povestea care stă la baza romanului Răul sub soare (1941) prezintă o crimă petrecută în cadrul unui triunghi amoros și conține unele asemănări cu povestirile „Trotuarul pătat cu sânge” (din volumul 13 probleme, 1932) și „Triunghiul din Rodos” (din volumul Triunghiul etern, 1937), precum și cu romanul Moarte pe Nil (1937).
Scenariul filmului a fost scris de Anthony Shaffer (care lucrase anterior la Crima din Orient Express și la Moarte pe Nil) și de mai tânărul Barry Sandler (coscenarist alături de Jonathan Hales al filmului Oglinda spartă), care nu a fost menționat pe generic, a urmat formula ecranizării anterioare cu Poirot. Adaptarea cinematografică a fost destul de apropiată operei literare a Agathei Christie, dar a eliminat o acțiune secundară, a scurtat unele scene din motive de timp, a eliminat unele personaje minore și a adăugat elemente umoristice care nu existau în roman precum exercițiul de înot al lui Poirot în apa până la genunchi. În plus, locul de desfășurare al acțiunii a fost mutat de pe coasta comitatului Devon (așa cum era în roman), de la hotelul georgian Jolly Roger, situat pe Smugglers' Island din Leathercombe Bay, pe o insulă adriatică din regatul fictiv al Tyraniei (inspirat de Albania). Cu acest prilej, sunt făcute unele remarci răutăcioase cu privire la lenea și ignoranța localnicilor. Personajele Rosamund Darnley (creatoare de modă și o veche iubită a lui Kenneth Marshall) și doamna Castle (proprietara hotelului Jolly Roger) au fost contopite în personajul Daphne Castle (interpretat de Maggie Smith), maiorul Barry, inspectorul Colgate și reverendul Stephen Lane au fost omiși din film, iar personajul feminin Emily Brewster a fost transformat într-un bărbat pe nume Rex Brewster, interpretat de McDowall. Detectivul nu mai este în film un personaj comic, supus batjocurii celorlalți, ci un personaj respectat de celelalte personaje.

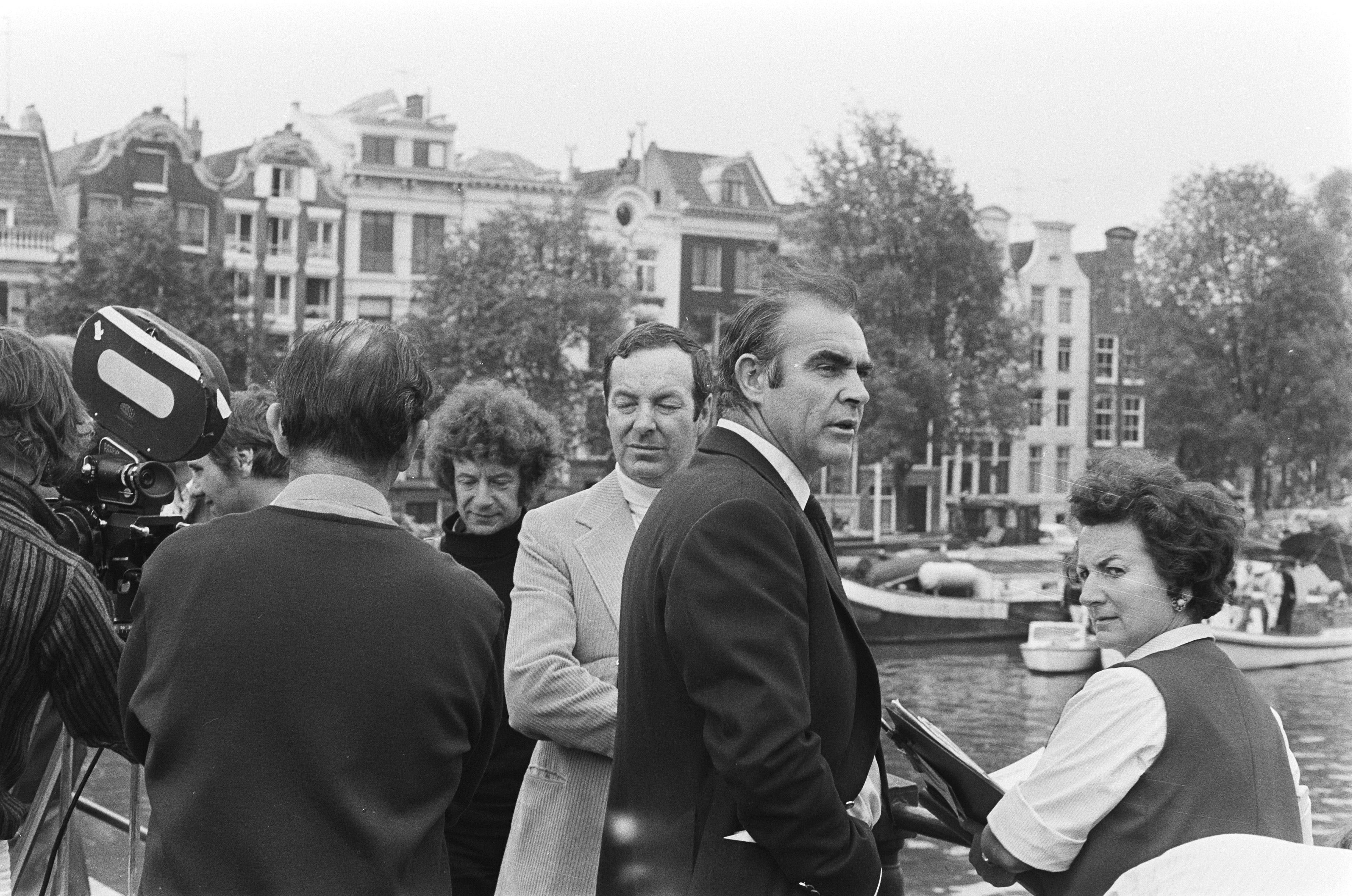
Regizorul Guy Hamilton (în centru, în costum deschis la culoare), împreună cu Sean Connery, la filmarea filmului Diamantele sunt veșnice în Amsterdam, 1971

Filmul a fost regizat de britanicul Guy Hamilton (1922–2016), care devenise cunoscut prin ecranizarea Discipolul diavolului (1959), se remarcase ca un specialist în thrilleruri ca urmare a realizării a patru filme cu James Bond (Goldfinger (1964), Diamantele sunt veșnice (1971), Trăiește și lasă pe altul să moară (1973) și Omul cu pistolul de aur (1974)) și regizase anterior ecranizarea Oglinda spartă (1980) pentru aceiași producători. Hamilton a spus: „Cred că unul dintre motivele pentru care cărțile și filmele sunt atât de populare este că oamenii știu la ce să se aștepte, deși noi încercăm acum să adăugăm câteva surprize”. Producătorii filmului au fost John Brabourne și Richard Goodwin. Costumele au fost concepute de Anthony Powell, care câștigase deja trei premii Oscar pentru cele mai bune costume: în 1973 (pentru Travels with My Aunt), 1979 (pentru Moarte pe Nil) și în 1981 (pentru Tess). „Am ales anul de referință 1937 și am studiat toate revistele «Vogue» și fotografiile cunoscutului Horst, încercînd să recreez imposibila perfecțiune și strălucire a acelor ani, folosind multe efecte de alb pe alb. Am găsit în stilul interpreților, niciodată nu-mi imaginez costumele în afara actorilor, o sursa de inspirație, căci ei erau Diana Rigg, Maggie Smith, James Mason și Peter Ustinov.”, a mărturisit Powell.
În timpul promovării filmului, Peter Ustinov a spus că va juca într-un alt film cu Poirot, care urma să fie filmat la New York și în Iordania, dar realizarea filmului a trebuit să fie amânată deoarece țara arabă nu avea dotările necesare pentru un astfel de proiect cinematografic. Producătorul Richard Goodwin nu a vrut să facă un alt film cu Poirot timp de câțiva ani, afirmând că „nu vrem să exagerăm”. Filmul menționat de Ustinov era probabil Întâlnire cu moartea, care a fost produs în cele din urmă de compania Cannon Films și lansat în 1988. Ustinov a revenit în rolul lui Poirot, iar Anthony Shaffer a fost unul dintre coscenariști.
În total, Peter Ustinov l-a interpretat pe detectivul Hercule Poirot în șase filme de cinema și televiziune: Moarte pe Nil (1978), Crimă sub soare (1982), Treisprezece la cină (1985), Moartea joacă murdar (1986), Crimă în trei acte (1986) și Întâlnire cu moartea (1988) și a fost, în plus, naratorul filmului The Seven Dials Mystery (1981).

### Repartizarea rolurilor

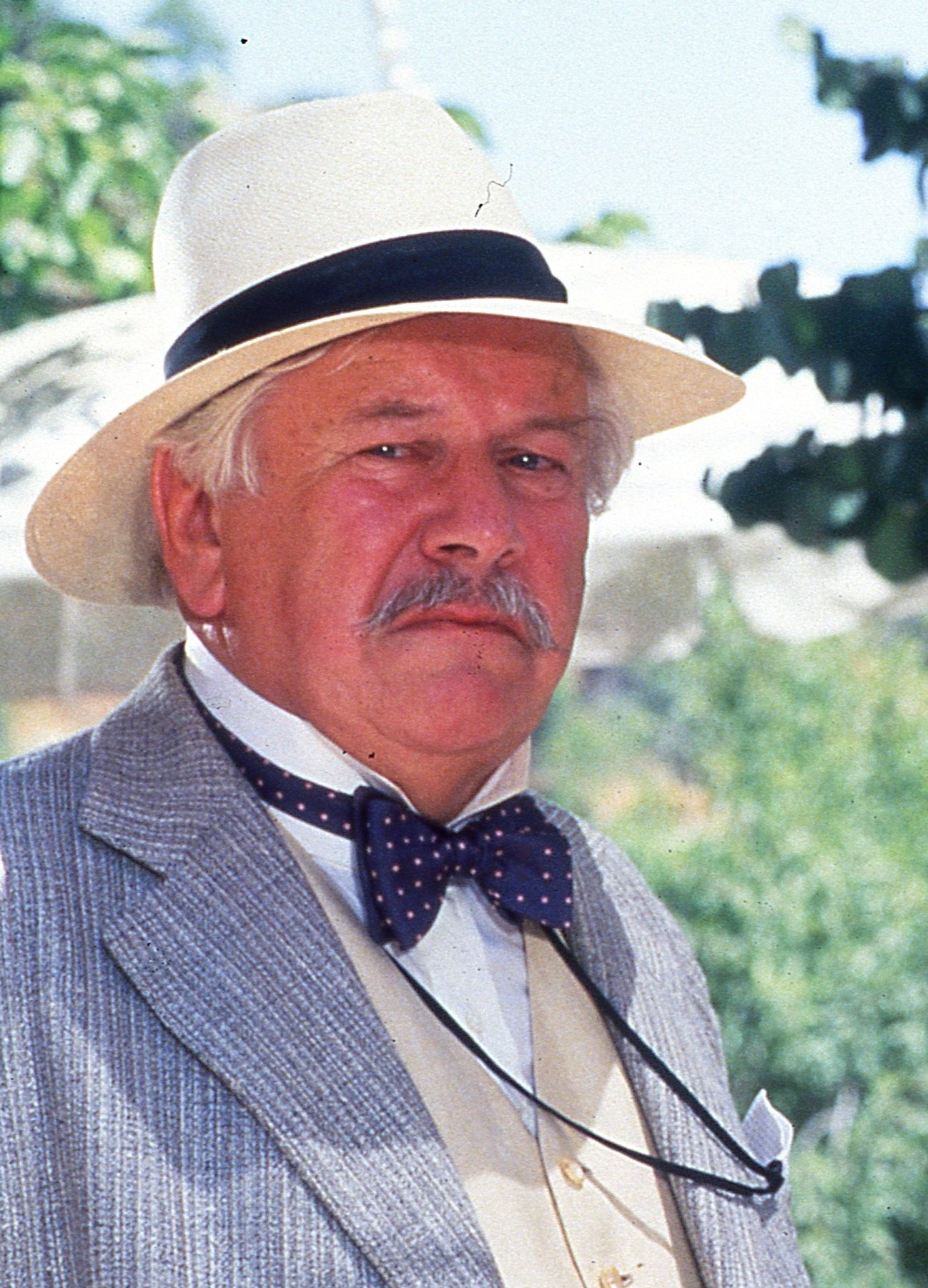
Actorul Peter Ustinov, interpretând rolul lui Poirot în filmul Întâlnire cu moartea (1988).

Peter Ustinov a apărut în acest film pentru a doua oară în rolul lui Poirot, după ce-l interpretase pe detectivul belgian în Moarte pe Nil (1978). Actorul considera că scenariul acestui film era mai bun decât cel al filmului anterior și, în plus, i se părea mult mai distractiv. El a declarat, de asemenea: „Cred că Poirot este un personaj foarte captivant, deși este, într-adevăr, destul de antipatic. Ar trebui să-l detest odată ce l-am cunoscut. Este foarte vanitos, mizantrop și sclifosit. Oamenii m-au întrebat de ce el nu s-a căsătorit niciodată – pentru că nu a putut rezolva această problemă, desigur. Un motiv secundar este că se iubește prea mult pe sine. A fost probabil destul de fidel lui-însuși. Nu cred că s-a înșelat vreodată.”. Atitudinea arogantă și paternă conferită personajului de Ustinov a fost remarcată de unii critici precum Cliford Terry de la Chicago Tribune, care a afirmat că detectivul tratează toate personajele cu care intră în contact în aceste filme ca pe „niște școlari obraznici și înceți la minte”. Publicistul Calum Marsh scria după aproape 40 de ani că „Acest Poirot este jucăuș, copilăros, chiar și puțin capricios; Ustinov îi impregnează un aer lejer, tachinator, găsind o distracție latentă chiar și în cele mai diabolice chestiuni. Fanii care îl preferă pe Ustinov în acest rol tind să răspundă la căldura lui imensă: el are manierele unui bunic care îl face instantaneu simpatic, ceea ce îi dezminte sclipirea și perspicacitatea.”.
Rolurile feminine principale au fost atribute actrițelor britanice Diana Rigg (Arlena Marshall) și Maggie Smith (Daphne Castle), care au fost înnobilate ulterior pentru merite artistice de către regina Angliei. Diana Rigg devenise celebră pentru rolul spioanei Emma Peel (partenera agentului secret John Steed) din serialul de televiziune Răzbunătorii (1965–1968), în timp ce Maggie Smith era o actriță îndrăgită de teatru și film și jucase anterior alături de Ustinov în Moarte pe Nil. Cele două actrițe, iubite și respectate de publicul britanic, au interpretat aici două artiste care fuseseră colege de scenă în trecut și aveau un conflict între ele dintr-un motiv neprecizat. Animozitatea între ele iese la iveală cu prilejul primei întâlniri după mai mulți ani, atunci când Daphne își amintește că Arlena „putea mereu să-și ridice picioarele în aer mai sus decât noi toate și chiar să le desfacă mai larg”. Arlena își ia revanșa într-o scenă când îi distrează după cină pe ceilalți oaspeți, cântându-le melodia „You're the Top” (1934) a lui Cole Porter, în timp ce Daphne face tot posibilul să o saboteze. Textul interpretat de cele două actrițe este ușurel, dar foarte amuzant, și atrage interesul publicului, cu toate că nu respectă fidel materialul original al romanului. Diana Rigg a considerat că Arlena, personajul pe care l-a interpretat în film, era „actrița jigodie arhetipală”.

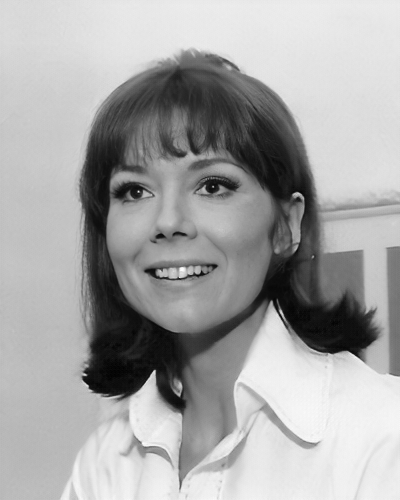
Actrița Diana Rigg, interpreta Arlenei Marshall. Fotografie din 1973.

Soții Redfern au fost interpretați în film de Nicholas Clay și Jane Birkin. Clay, care devenise cunoscut în calitate de interpret al lui Sir Lancelot în filmul Excalibur (1981), a fost distribuit în rolul cheie al lui Patrick Redfern, după ce tocmai terminase de filmat Lady Chatterley's Lover (1981), unde interpretase rolul principal masculin, jucând alături de Sylvia Kristel. Alegerea lui s-a datorat combinației între aspectul atrăgător și talentul actoricesc, după cum a afirmat regizorul Guy Hamilton: „Căutam pe cineva ca Stewart Granger sau Michael Rennie – frumos, elegant, atletic, romantic. Nick are toate aceste calități. Un simț fin al sincronizării, aspectul potrivit și un fizic atletic”. Actorul a devenit o apariție constantă în filme și la televiziune în anii 1980–1990, jucând, printre altele, rolul principal în serialul TV Virtual Murder⁠(en)[traduceți] (1992), difuzat de BBC. Jane Birkin, interpreta soției nefericite Christine Redfern, devenise cunoscută în 1969 ca interpretă, alături de Serge Gainsbourg, a melodiei „Je t'aime... moi non plus”, care fusese interzisă de postul BBC din cauza conținutului sexual explicit, și jucase anterior alături de Ustinov în Moarte pe Nil.
Actorii britanici James Mason și Roddy McDowall, care au adus greutate acțiunii în rolurile producătorului teatral Odell Gardener și, respectiv, biografului bârfitor Rex Brewster, erau bine cunoscuți publicului din mai multe filme americane precum A Star Is Born⁠(en)[traduceți] (1954) și, respectiv, Ziua cea mai lungă (1962), Cleopatra (1963), Planeta maimuțelor (1968) și Hoțul din Bagdad (1978). Mason și-a amintit mai târziu că filmarea acestei ecranizări a reprezentat cea mai relaxantă experiență din întreaga sa carieră. Actrița americană Sylvia Miles, interpreta soției lui Odell, care fusese nominalizată de două ori la Premiul Oscar pentru cea mai bună actriță în rol secundar pentru prestațiile sale din filmele Cowboyul de la miezul nopții (Midnight Cowboy, 1969) și Farewell, My Lovely (1975) și juca în anul 1981 în spectacolul It's Me, Sylvia!, inspirat din viața sa și din articolele pe care le scrisese pentru SoHo Weekly News, a fost inspirată în crearea propriului rol de producătoarea de pe Broadway Terry Allen Kramer. „Nu am întâlnit-o niciodată, dar m-am gândit că așa ar trebui să fie un producător”, a afirmat Miles.
Unii membri ai distribuției apăruseră anterior și în alte filme cu Poirot produse de John Brabourne pentru compania EMI: Denis Quilley și Colin Blakely în Crima din Orient Express (1974), iar Maggie Smith și Jane Birkin în Moarte pe Nil (1978).

### Locuri de filmare

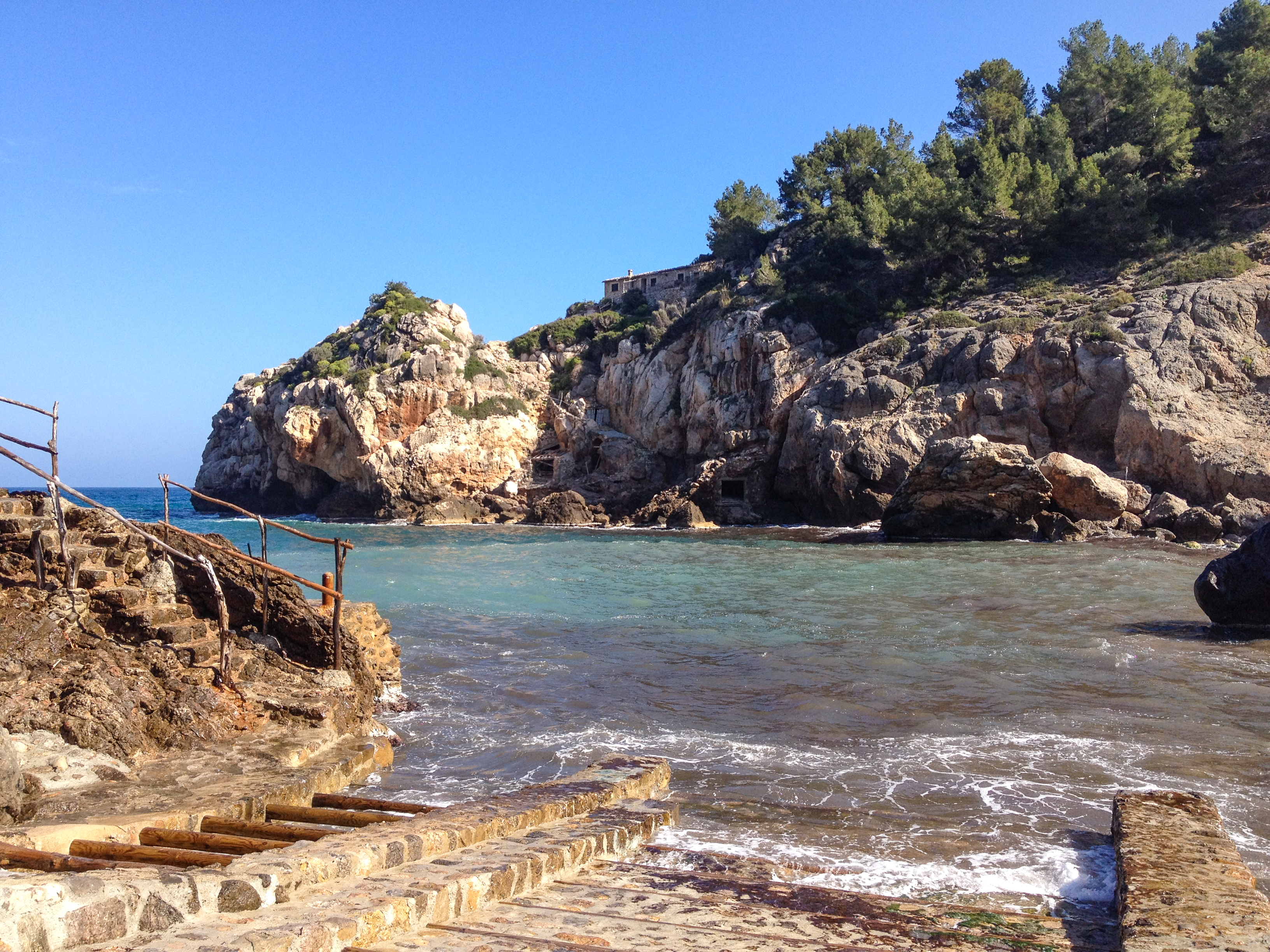
Plaja ca, de unde se îmbarcă turiștii către insulă

Filmările au început în mai 1981 și s-au desfășurat pe platourile Lee International Film Studios⁠(en)[traduceți] din Wembley, Londra Mare (scenele de interior) și în diferite locuri din apropierea insulei spaniole Mallorca, sub coordonarea directorului de imagine Christopher Challis. Scenele de început din zona mlăștinoasă au fost filmate în regiunea Yorkshire Dales⁠(en)[traduceți] (Yorkshire) din Anglia; clădirea secției rurale de poliție este fostul Institut literar din Muker⁠(en)[traduceți] (valea Swaledale⁠(en)[traduceți], comitatul North Yorkshire). La trei minute de la începutul filmului, regizorul Guy Hamilton își face o apariție scurtă ca pieton prin fața clădirii companiei de asigurări. Acțiunea este transferată apoi într-un spațiu mai exotic: pe coasta de sud a Franței și pe o insulă din Marea Adriatică. Peisajul natural exotic, care lipsise în Oglinda spartă, contribuie aici în mod considerabil la atracția vizuală a filmului.
Majoritatea filmărilor au fost realizate pe insula mediteraneană Mallorca (care constituie decorul insulei adriatice) ca urmare a propunerii regizorului Guy Hamilton, care locuia acolo de câțiva ani. Cercetările unor jurnaliști spanioli au identificat existența unor legături între această insulă și universul literar al Agathei Christie: scriitoarea petrecuse aproximativ 15 zile la începutul anilor 1930 (probabil în 1932 sau 1933) pe insula Mallorca și locuise la hotelurile Barceló Formentor și Illa d’Or din orașul Pollença (aflat în nordul insulei), cu toate că nu există documente care să ateste șederea ei acolo, iar mai târziu scrisese povestirea polițistă „Problemă în golful Pollensa” (Problem at Pollensa Bay), ce fusese publicată în anul 1939 în volumul The Regatta Mystery and Other Stories. În plus, Peter Ustinov (unul din interpreții detectivului Poirot) era, de asemenea, un vizitator frecvent al insulei Mallorca și petrecuse mai multe veri în zona Pollença, cazându-se împreună cu familia la hotelul Barceló Formentor și cerând de fiecare dată camera 208. Actorul englez a locuit tot acolo în perioada filmărilor acestei ecranizări și i-a invitat adesea la el pe colegii săi din distribuție.

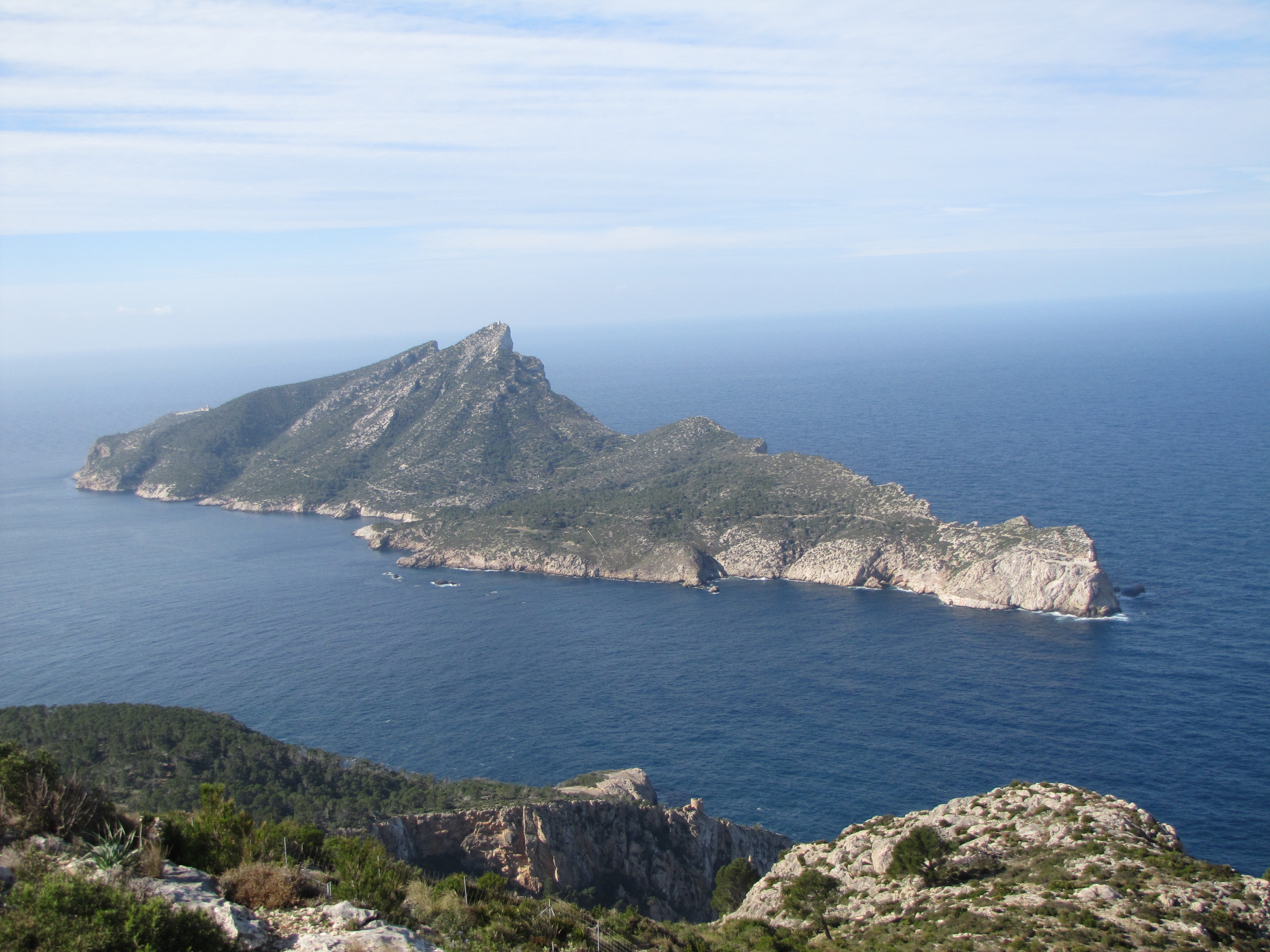
Sa Dragonera, situată în largul coastei de vest a insulei Mallorca

Insula care apare în filmările aeriene este Sa Dragonera, o insuliță nelocuită cu statut de „parc natural”, situată în imediata apropiere a coastei de vest a Mallorcăi, lângă stațiunea de vacanță Sant Elm⁠(en)[traduceți]. Alte locuri de filmare utilizate au fost zona litorală din Sant Elm pentru sudul Franței (scenele de pe iahtul lui Sir Horace) și plaja Cala Blanca din apropierea orașului Andratx (din sud-vestul insulei Mallorca) pentru Ladder Bay. Zona plajei Caló d'en Monjo din vestul insulei Mallorca, lângă Cala Fornells, a fost folosită pentru scenele exterioare ale hotelului lui Daphne și ale golfulețului din fața lui; hotelul se afla pe un domeniu proprietate privată cumpărat ulterior de Consiliul Insular din Mallorca⁠(es)[traduceți] (împreună cu primăria comunei Calvià) pentru a înființa un parc natural și a fost demolat din temelii. Celelalte imagini exterioare ale hotelului (terasa în trepte din spatele hotelului, zona de promenadă unde Poirot îl interoghează pe Brewster) au fost filmate pe domeniul Raixa⁠(es)[traduceți] din Bunyola, o vilă mare în stil italian, înconjurată de grădini. Deținută odinioară de creatoarea de modă germană Jil Sander⁠(en)[traduceți], vila a fost achiziționată ulterior de Consiliul Insular din Mallorca. Alte scene au fost filmate pe Peninsula Formentor⁠(en)[traduceți] din nord-estul insulei Mallorca: golful Cala en Feliu a fost folosit drept Gull Cove și plaja Punta d'en Tomás (din nordul extrem al insulei) pentru locul unde Daphne se oprește să se odihnească pe o bancă de piatră. În fine, Poirot se îmbarcă pe ambarcațiunea care-l duce spre insulă de pe plaja Cala de Deià⁠(ca)[traduceți], golful de la poalele satului Deià din apropierea lanțului Serra de Tramuntana.
Decorurile filmului au fost proiectate de Alan Cassie, costumele au fost create de Anthony Powell, acuarelele care apar în secvența de început au fost pictate de arhitectul Hugh Casson, iar muzica a fost compusă de compozitorul american Cole Porter. Aranjamentul muzical a fost realizat de compozitorul și dirijorul de balet englezo-australian John Lanchbery, care a selectat un grup de creații muzicale ale lui Cole Porter și a dirijat orchestrația lor. Montajul a fost executat de Richard Marden. Durata filmului este de 116 minute (sau, după alte surse, de 117 minute). După încheierea producției, Ustinov a plecat la începutul anului 1982 într-un turneu rapid de promovare a filmului la Manila, Sydney și Melbourne, apoi s-a întors la New York, unde a participat la lansarea filmului alături de James Mason, Roddy McDowall și Sylvia Miles.

### Coloana sonoră
Melodiile care formează coloana muzicală a filmului au fost compuse de Cole Porter (1891–1964) și au fost aranjate și dirijate de compozitorul și dirijorul englezo-australian John Lanchbery. Compania americană DRG Records a lansat în anul 1999 un compact disc cu 17 momente muzicale extrase de pe coloana acestui film și l-a distribuit sub titlul Agatha Christie's Evil Under The Sun. Aranjamentul muzical al tuturor melodiilor a fost realizat de John Lanchbery, cu excepția celui al melodiei „You're the Top”, care a fost realizat de John Dalby.
| Nr.             | Titlu                         | Melodii | Lungime |  |
| 1.              | „Main Titles”                 | „I Concentrate on You” / „I've Got You Under My Skin” / „I Happen to Like New York” / „Within the Quota” / „There's Nothing Like Swimming”                             | 2:59    |  |
| 2.              | „Restaurant Interior”         | „I'm Going In For Love” | 1:56    |  |
| 3.              | „Daphne's Island”             | „I Concentrate on You” / „Anything Goes” / „Why Should I Care?” | 1:12    |  |
| 4.              | „Poirot On Boat”              | „I Concentrate on You” / „Nymph Errant” | 1:20    |  |
| 5.              | „The Cocktail Party”          | „You Do Something to Me” | 1:29    |  |
| 6.              | „Arlena & Patrick”            | „Longing for Dear Old Broadway” | 1:36    |  |
| 7.              | „Swimming”                    | „I Concentrate on You” / „I've Got My Eyes on You” / „You're the Top” / „The Physician”                                                                                | 1:11    |  |
| 8.              | „Hotel Balcony”               | „I Concentrate on You” / „I've Got My Eyes on You” | 1:12    |  |
| 9.              | „Myra & Christine”            | „Anything Goes” / „Get Out of Town” | 1:03    |  |
| 10.             | „Gardener's Suite”            | „Night and Day” | 2:21    |  |
| 11.             | „Breakfast On The Terrace”    | „Anything Goes” | 0:28    |  |
| 12.             | „Christine In Hotel Corridor” | „Vite Vite Vite” / „Within the Quota” | 1:57    |  |
| 13.             | „The Dance Sequence”          | „It's De-Lovely” / „Anything Goes” / „There's Nothing Like Swimming” / „I've Got You Under My Skin” / „Get Out of Town” / „I've Got My Eyes on You” / „You're the Top” | 4:59    |  |
| 14.             | „Daphne's Office”             | „Begin the Beguine” | 1:18    |  |
| 15.             | „Checkout”                    | „In the Still of the Night” / „I Concentrate on You” / „Get Out of Town” / „You're the Top”                                                                            | 1:37    |  |
| 16.             | „The Grotto”                  | „Get Out of Town” / „My Heart Belongs to Daddy” / „Just One of Those Things”                                                                                           | 2:08    |  |
| 17.             | „Hotel Exterior”              | „I've Got My Eyes on You” / „I Get a Kick Out of You” / „Night and Day”                                                                                                | 3:28    |  |
| Lungime totală: | Lungime totală:               | Lungime totală: | 32:14   |  |

## Lansare

### Premieră
Crimă sub soare a fost lansat la 5 martie 1982 în Statele Unite ale Americii. Materialele publicitare tipărite au subliniat că este vorba de un film de epocă, evocând stilul Art Deco al anilor 1930, iar un afiș a citat în mod înșelător o afirmație a unui critic al ziarului The Observer care considera că acest mister era cel mai bun al Agathei Christie după Zece negri mititei, fără a menționa că acea afirmație data din anul 1941 (când fusese publicat romanul) și se referea la carte și nu la această nouă ecranizare. Presa britanică a elogiat interpretările lui Peter Ustinov, Diana Rigg și Maggie Smith, deși unii critici au susținut că filmul este prea lung și are uneori un aspect de parodie. Filmului i s-a reproșat că s-a îndepărtat de textul operei literare, iar unul dintre cei mai vocali critici a fost Ian Christie⁠(en)[traduceți], care a afirmat într-un articol publicat în ziarul Daily Express că „este o crimă să o omori pe Agatha în acest mod”. O opinie complet opusă a avut-o criticul Margaret Hinxman de la Daily Mail, care a susținut că, dimpotrivă, filmul „devine plictisitor atunci când este fidel Agathei” și a lăudat contribuția creativă a producătorilor și interpreților. Secvențele cele mai lăudate au fost dialogul arțăgos dintre Arlena și Daphne — care a fost numit „Bătălia jigodiilor” („Battle of the Bitches”) în tabloidul britanic News of the World — și explicația finală a modului cum s-a săvârșit crima pe care o face Poirot în fața tuturor suspecților. Ziarele au alocat de asemenea, spații generoase costumelor atrăgătoare purtate de Diana Rigg.
În ciuda recenziilor critice favorabile (cele mai călduroase de la Crima din Orient Express), încasările au fost destul de mici, depășind cu puțin suma de 6 milioane de dolari în Statele Unite ale Americii, un pic mai mult de jumătate din încasările filmului Oglinda spartă (1980), după ce fuseseră în primul week-end de 1.690.774 $ (în SUA și Canada). Încasările totale s-au ridicat la suma de 6,1 milioane de dolari. Potrivit directorului de producție Nat Cohen de la EMI, filmul „nu a avut un succes la fel de mare precum celelalte două filme cu Poirot. În primul rând, am avut un singur actor de clasa A în el... iar restul erau buni, dar considerați de clasa B la box-office. Un alt lucru: onorariile artiștilor au crescut dincolo de ceea ce s-ar fi putut imagina sau prevedea în buget.”. Producătorii John Brabourne și Richard Goodwin, care au colaborat ulterior la O călătorie în India⁠(en)[traduceți] (A Passage to India, 1984) și Mica Dorrit⁠(en)[traduceți] (Little Dorrit, 1987), au fost dezamăgiți și nu au mai realizat împreună nicio altă ecranizare după romanele Agathei Christie, iar următoarele ecranizări au fost produse pentru televiziune. Ustinov însuși nu era sigur cât timp va mai putea să joace rolul Poirot, deoarece considera că este destul de bătrân, și i-a spus unui reporter că „dacă se vor hotărî să ecranizeze mai multe din aceste povești, voi fi atât de bătrân încât vor trebui să mă împingă cu scaunul cu rotile”. Întrebată ulterior cu privire la posibilitatea realizării altor ecranizări după scrierile Agathei Christie, noua directoare de producție a companiei EMI Films, Verity Lambert, a afirmat în ianuarie 1983 că producătorii companiei „au făcut destul” și că „pur și simplu nu există viață acolo în acest moment”.

### Distribuția în alte țări
Filmul a fost distribuit apoi și în alte țări precum Finlanda (12 martie 1982), Marea Britanie (22 martie 1982, unde a avut parte de o premieră de gală de nivel regal, în prezența reginei Elisabeta a II-a și a ducelui de Edinburgh), Suedia (26 martie 1982), Țările de Jos (1 aprilie 1982), Franța (21 aprilie 1982), Spania (16 iunie 1982), Danemarca (30 iulie 1982), Republica Federală Germania (30 septembrie 1982), Argentina (21 octombrie 1982), Brazilia (11 noiembrie 1982), Japonia (decembrie 1982), Portugalia (20 mai 1983), Mexic (17 iunie 1983), Republica Democrată Germană (premieră TV pe 24 decembrie 1983 la DFF 1), Ungaria (premieră TV pe 22 iunie 1985) și Uniunea Sovietică (premieră TV pe 5 ianuarie 1986).
Premiera filmului în România a avut loc abia în ziua de 28 ianuarie 1991, după Revoluția din decembrie 1989; Crimă sub soare a rulat în perioada următoare în unele cinematografe bucureștene precum Patria (ianuarie–februarie 1991), Sala Mare a Palatului (5–8 februarie 1991), Festival și Favorit (februarie 1991), Volga și Cultural (februarie 1991), Melodia și Gloria (februarie–martie 1991), Pacea (martie 1991), Studio (martie 1991), Cosmos (martie 1991), Giulești (aprilie 1991), Buzești (mai 1991), Popular (mai 1991), Drumul Sării (mai 1991), Doina (august 1992) ș.a., dar și în unele cinematografe din alte orașe (de exemplu, la Târgu Mureș, Lugoj, Timișoara, Craiova, Sfântu Gheorghe, Oțelu Roșu, Buziaș, Iernut, Reghin, Deta, Băile Herculane, Sovata, Iași și Arad), inclusiv până în aprilie 1996. Difuzarea în premieră a filmului Crimă sub soare de o televiziune din România a fost realizată de postul PRO TV în ziua de sâmbătă 24 iulie 1999; filmul a fost redifuzat ulterior de același post în ziua de marți 26 septembrie 2000.
Cu prilejul premierei cinematografice în România, criticul Sorin Comșa lăuda acest film într-un articol publicat în ziarul România liberă, unde-l descria ca „o intrigă polițistă de salon” și susținea că este „produs în aceeași manieră ca și «Moarte pe Nil», cu peisaje frumoase și cu același fermecător Peter Ustinov în rolul lui Hercule Poirot (cu unele tendințe spre grotesc, totuși)”. Difuzarea acestui film pe ecranele românești s-a petrecut într-un context social-istoric postrevoluționar marcat de lipsa unor producții de calitate ca urmare a dificultăților financiare din perioada tranziției la economia de piață și de sufocare a pieței cinematografice, din acest motiv, cu producții vechi sau de prost gust (filme cu arte marțiale și comedii sexy), produse în SUA, Hong Kong și India. Ca urmare a orientării excesive a companiei de distribuție Româniafilm către filme care aduceau încasări în dauna filmelor de artă, jurnalista Eugenia Vodă își exprima în aceeași perioadă nemulțumirea că „repertoriul nostru [...] e dominat de filme de serie, majoritatea americane, și [...] e un repertoriu de evaziune. Într-o lume care încă nici nu s-a dezmeticit bine din supraviețuirea în rigorile dogmei, ar trebui ca repertoriul cinematografic să fie preocupat mult mai puțin de încasări și de divertisment și mult mai mult de infiltrarea în publicul pe cale să iasă anemiat din iarnă a unor doze de adevăr istoric, demnitate, libertate și nu în ultimul rînd — căință. [...] În loc de Crimă sub soare, mult mai palpitant ar fi fost la Patria Omul de marmură. În loc de atîtea alte polițiste inofensive — multă lume ar fi preferat să vadă, să zicem, un Rouge baiser (despre comunismul francez) sau un Palombelle rossa (despre comunismul italian) sau un El Dorado (despre „contrarevoluția" din Ungaria).”.

### Alte suporturi video
Compania Thorn EMI Video a lansat filmul pe casetă video VHS în 1983. Prima lansare a filmului pe DVD a avut loc în Statele Unite ale Americii pe 27 februarie 2001 și a fost realizată de compania Anchor Bay Entertainment. Filmul a fost lansat apoi pe suport Blu-ray la 1 septembrie 2020 de către compania KL Studio Classics.

## Recepție

### Aprecieri critice

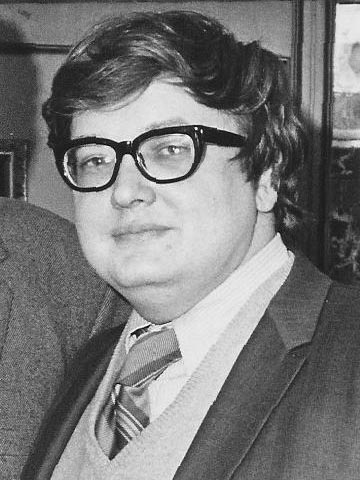
Criticul Roger Ebert, autorul unei recenzii pozitive

Crimă sub soare se bazează, la fel ca și alte ecranizări după operele Agathei Christie, pe o distribuție stelară, pe decorurile naturale bine alese, pe costumele elegante (însă prea stridente) ale personajelor, pe muzica lui Cole Porter și pe dialogurile tăioase (condimentate cu mult sarcasm și complimente nesincere) între fostele artiste Arlena Marshall și Daphne Castle. Actorii filmului realizează interpretări solide, insuflând viață personajelor, încât fiecare dintre acestea pare să fie un ucigaș potențial credibil. La rândul său, Peter Ustinov conferă detectivului Hercule Poirot un umor considerabil, realizând una dintre cele mai reușite interpretări cinematografice ale cunoscutului personaj. În opinia istoricului de film Mark Aldridge, umorul teatral (uneori exagerat) și divertismentul pur, care însoțesc răsturnările de situații⁠(en)[traduceți], au făcut ca acest film să dobândească o personalitate proprie, completând astfel povestea originală a Agathei Christie, la fel ca ecranizarea Martorul acuzării (Witness for the Prosecution, 1957) a lui Billy Wilder.
Recenziile critice au fost binevoitoare, dar nu prea elogioase. Criticii contemporani au considerat acest film o adaptare mai viguroasă și mai distractivă decât Oglinda spartă, dar lipsită de noutăți. În ciuda identificării unor lipsuri, doi dintre criticii de top ai vremii, Vincent Canby (de la New York Times) și Roger Ebert (de la Chicago Sun-Times), au scris recenzii pozitive în care au lăudat stilul elegant al ecranizării. Canby a afirmat că, deși nu are aceeași valoare ca predecesoarele Crima din Orient Express (1974) și Moarte pe Nil (1978), Crimă sub soare are un stil artistic adecvat subiectului, iar Ebert a consemnat că ecranizarea lui Guy Hamilton este chiar mai bună decât ultimele ecranizări ale romanelor Agathei Christie și i-a amintit prin stilul artistic și prin lipsa de fidelitate față de opera literară de filmul Mai tare ca diavolul (Beat the Devil, 1953) al lui John Huston. În opinia lui Canby, regizorul Guy Hamilton transpune cu imaginație acțiunea convențională a romanului în plan cinematografic, observând cu atenție mișcarea personajelor într-un mediu natural fermecător pe ritmul hiturilor lui Cole Porter.
„Distribuția este cea care face ca filmul Crimă sub soare să fie mai distractiv decât reprezentările anterioare ale acestui subiect”, scria Roger Ebert. În cadrul acestui grup de actori celebri iese în evidență Peter Ustinov, care întruchipează un Poirot „mai spiritual și mai corpolent ca niciodată” (potrivit lui Vincent Canby), „o combinație minunată între un individ neîndemânatic fizic și un individ sclipitor mental” (potrivit lui Roger Ebert). Inteligent, arogant și foarte viclean, personajul interpretat de Ustinov impresionează prin calitățile sale spirituale încă de la începutul filmului, nu și prin calitățile sale fizice cultivate mai mult de formă, după cum reiese din momentul memorabil și plin de umor al practicării mișcărilor matinale de înot în apa până la genunchi. Un alt moment memorabil este cel în care viitoarea victimă Arlena Stuart Marshall îi distrează după cină pe ceilalți oaspeți, cântându-le melodia „You're the Top” (1934) a lui Cole Porter. Ultimele cincisprezece minute ale filmului, când Poirot pune la cale un plan viclean pentru demascarea vinovaților, jucându-se cu toți cei prezenți înainte de a arăta criminalul, sunt, în opinia lui Roger Ebert, niște „momente delicioase”.
Alți critici de film ai vremii au scos în evidență distribuția rafinată și decorurile exotice ale ecranizării, dar au criticat lipsa ei de vigoare. Astfel, criticul David Ansen scria la 22 martie 1982 în revista Newsweek că „filmul regizorului Guy Hamilton este mai eficient ca reclamă pentru Mallorca decât ca thriller, iar ideea interpretării lui Poirot de Ustinov este mai ispititoare decât realitatea [...]. Gândiți-vă la el ca la o petrecere moleșită cu o listă de invitați grozavă”. În mod similar, criticul german Helmut W. Banz a afirmat într-o recenzie publicată în ziarul Die Zeit că filmul lui Guy Hamilton „folosește un roman al Agathei Christie ca pretext pentru adunarea unui grup rafinat de vedete într-un cadru mai mult sau mai puțin exotic și pentru încordarea răbdării privitorului”, în timp ce revista TV germană Prisma consemnează că „totul nu este întotdeauna logic, dar este încă destul de distractiv”. Criticii Adolf Heinzlmeier și Berndt Schulz au scris în lucrarea Lexikon „Filme im Fernsehen” că ecranizarea lui Hamilton este „realizată cu mare efort în stilul Art Deco al anilor 1930”, dar că, „din păcate, este prea cerebrală, ceea ce afectează mizanscena cinematografică”, și au acordat 1½ din patru stele posibile, ceea ce corespunde calificativului „mediu”. Un alt autor, Michael Pitts, a scris că „în timp ce filmul este satisfăcător de vizionat, producția a fost lentă și neinteresantă”.
Recenziile publicate în presa română au fost, în mare parte, elogioase. Astfel, criticul Tudor Caranfil caracteriza acest film ca „agreabil și spiritual ca o conversație în buna societate” și „spumos ca o operetă” și susținea că i-a amintit de lucrarea eseistică On Murder Considered as one of the Fine Arts („Despre asasinat ca operă de artă”, 1827) a scriitorului englez Thomas de Quincey, care constituie „un elogiu voluptății artistice a crimei perfecte”. În opinia criticului, acțiunea se derulează „cu eleganță demnă de admirat” și „grațios ca un menuet de epocă”, iar regizorul prezintă câteva zeci de minute, cu minuțiozitate și chiar cu o doză de umor, conflictele Arlenei Marshall cu ceilalți vilegiaturiști și crearea alibiurilor până la momentul crimei. Impunerea unui „accent comun, ușor parodic” a stimulat interpretările actoricești și a permis artiștilor să realizeze un veritabil „recital actoricesc”, ieșind în evidență Peter Ustinov „mai savuros ca oricînd in pantalonii săi bufanți care-i rotunjesc formele”, James Mason „nervos și mohorât” și Jane Birkin „fermecătoare în diversitatea ei”. În aceeași perioadă, jurnalista Dana Duma acorda filmului două puncte din patru (ceea ce înseamnă „film bun”) și semnala, de asemenea, interpretările actoricești ale lui Peter Ustinov (care-și confirmă „capacitatea de metamorfoză”), Diana Rigg, Jane Birkin, Maggie Smith și James Mason (care realizează „mici recitaluri”), „umorul foarte british al peliculei”, locurile de filmare pitorești, „recuzita retro perfect pusă la punct” și costumele „spectaculoase, concepute în spiritul complicității ironice”.
O recenzie mai severă a fost publicată în revista Time Out care considera că scenariul ușurel al filmului Crimă sub soare, în comparație cu scenariul tradițional și mai bine structurat al Morții pe Nil, ar fi fost desființat chiar de Agatha Christie deoarece a înlocuit „amenințarea elegantă în stil englezesc cu o răsfățare extravagantă a grupului de artiști”. Actorii pot să-și afirme valoarea, în opinia criticului revistei londoneze, abia în ultima parte a filmului. Filmul este însă „mai degrabă neinteresant”, scria criticul revistei americane TV Guide, în ciuda încercării regizorului Guy Hamilton de a transpune cinematic opera literară a Agathei Christie prin fluidizarea acțiunii și reducerea numărului de personaje. Singurele elemente care ar putea atrage spectatorii sunt peisajele superbe din zona insulei Mallorca, interpretările actoricești excelente (în special cea a lui Peter Ustinov) și unele melodii ale lui Cole Porter. Publicistul finlandez Asko Alanen descria această ecranizare în ghidul Video-opas din 1994 ca un „film pentru clubul de croșetat” superficial și elegant, care încurcă, totuși, intriga complicată a romanului polițist al Agathei Christie și o face complet implauzibilă. El dă filmului două stele din cinci, care corespunde calificativului „mediocru”.
Enciclopedia cinematografică germană Lexikon des internationalen Films descrie astfel acest film: „O fostă divă de pe Broadway este ucisă într-un hotel de lux de pe o insulă singuratică a Mediteranei. Deși ceilalți oaspeți au un alibi, maestrul detectiv Hercule Poirot reușește să-i descopere pe cei vinovați. O adaptare cinematografică a unui roman al Agathei Christie în designul glamour Art Deco din anii 1930, pusă în scenă stereotip și fără tensiune.”. Crimă sub soare are în prezent un rating de aprobare de 92% pe site-ul agregatorului de recenzii Rotten Tomatoes, pe baza a 12 recenzii (11 pozitive și 1 negativă), cu o medie ponderată de 7,10/10. Nu există încă un consens critic cu privire la film. Filmul are o medie de 61 din 100 de puncte pe site-ul Metacritic pe baza a 6 recenzii critice, dintre care două au fost pozitive (Roger Ebert de la Chicago Sun-Times – 75 și Vincent Canby de la The New York Times – 70) și patru mixte (Variety – 60, David Ansen de la Newsweek – 60, Time Out – 40 și TV Guide – 40).

### Premii
Filmul a fost nominalizat la Premiul Edgar Allan Poe pentru cel mai bun film, care a revenit în cele din urmă filmului britanic The Long Good Friday, regizat de John Mackenzie după scenariul lui Barrie Keeffe.
| An   | Premiu                  | Categorie        | Laureat         | Rezultat     |
| ---- | ----------------------- | ---------------- | --------------- | ------------ |
| 1983 | Premiul Edgar Allan Poe | Cel mai bun film | Anthony Shaffer | Nominalizare |

## Continuări
Crimă sub soare a fost al doilea film în care Peter Ustinov l-a interpretat pe Hercule Poirot, după Moarte pe Nil (1978). Ustinov a reluat acest rol în patru filme ulterioare: trei filme de televiziune lansate în anii 1985 și 1986 (Treisprezece la cină, Crimă în trei acte și Moartea joacă murdar) și un film de cinema lansat în 1988 (Întâlnire cu moartea).

## Alte ecranizări
O altă adaptare britanică a fost realizată ca un episod al serialului de televiziune Agatha Christie's Poirot cu David Suchet în rolul lui Poirot. Acest episod a fost produs de companiile Carnival Film & Television, A+E Networks, Chorion⁠(en)[traduceți] și Picture Partnership Productions. S-a filmat în Anglia: în satul Hambleden din comitatul Buckinghamshire și pe insula Burgh⁠(en)[traduceți] creată de maree în apropierea satului Bigbury-on-Sea din sudul comitatului Devon, care a fost sursa principală de inspirație a romanului originar. Prezența pe insulă a lui Poirot este explicată în acest episod, care este ultimul din serial în care apar împreună inspectorul Japp, căpitanul Hastings și domnișoara Lemon, prin trimiterea lui acolo de către medicul curant pentru a mai slăbi. O schimbare arbitrară este înlocuirea în această variantă a adolescentei Linda cu tânărul Lionel, pasionat de otrăvuri. Evil Under the Sun este primul episod (ep. 49) al sezonului 8 al serialului și a fost difuzat în premieră de postul britanic ITV în 20 aprilie 2001, fiind întâmpinat cu recenzii amabile, dar binevoitoare.

## Galerie

### Locuri de filmare

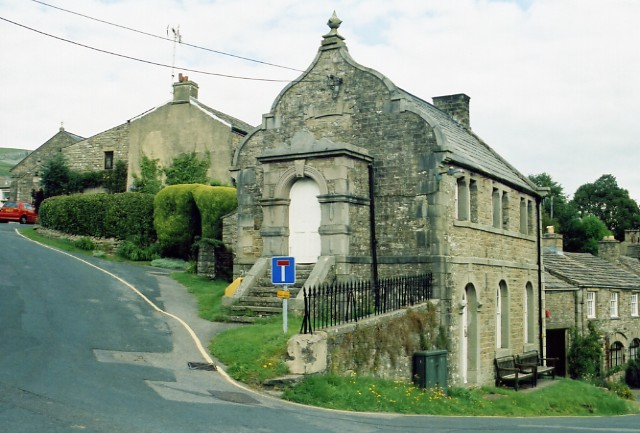
Institutul Literar din satul Muker⁠(en)[traduceți] (valea Swaledale⁠(en)[traduceți])
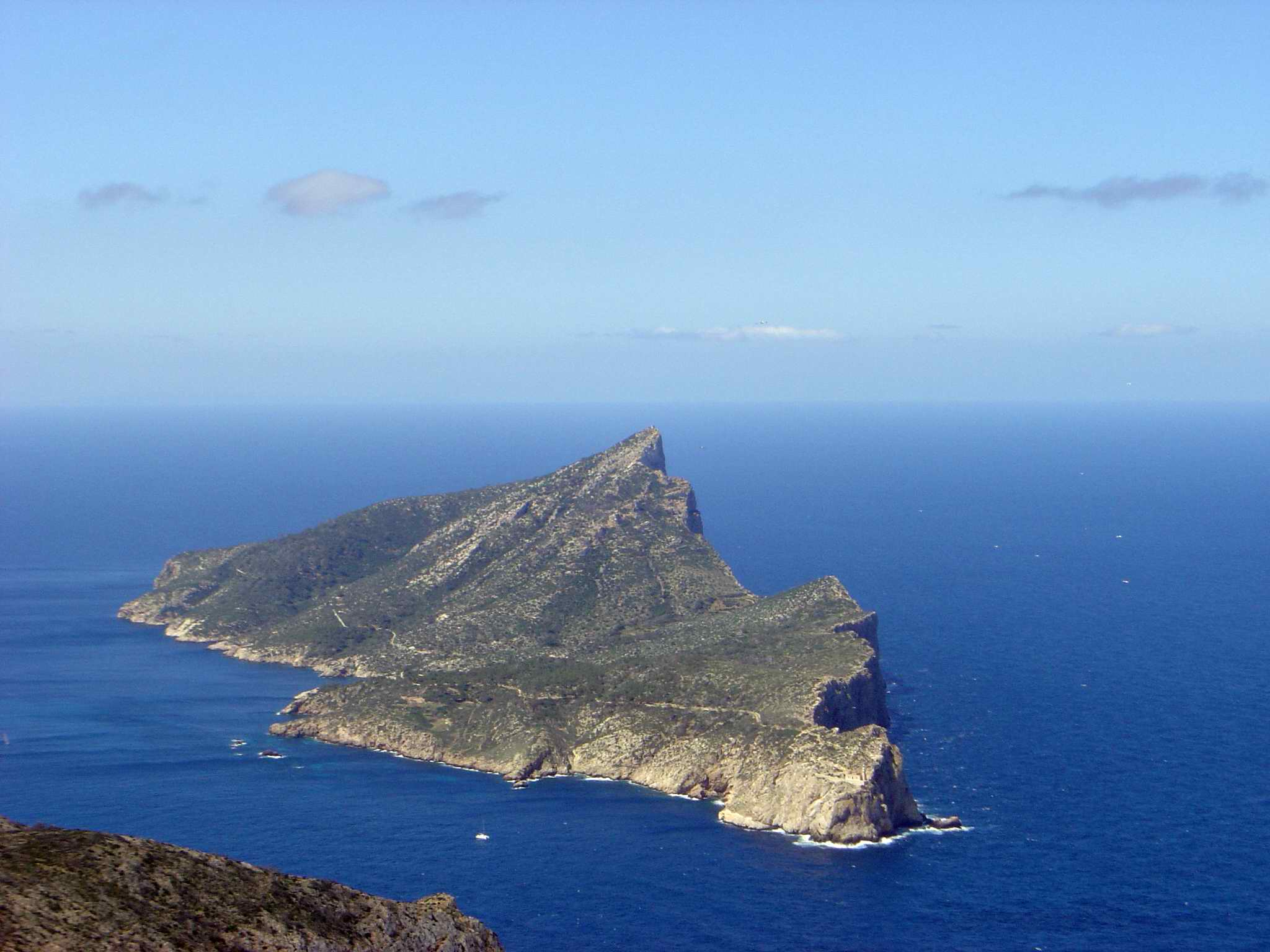
Sa Dragonera, aflată în apropierea țărmului vestic al insulei Mallorca
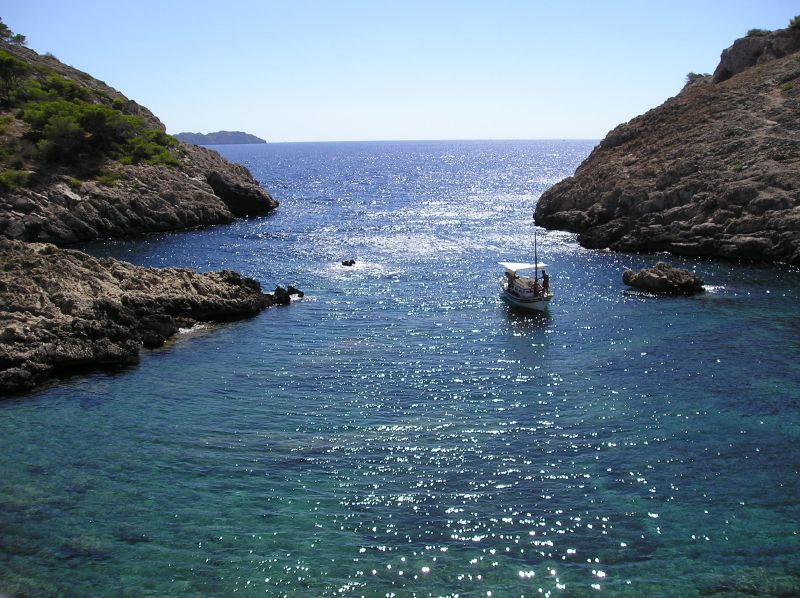
Plaja Caló d'en Monjo de pe țărmul vestic al insulei Mallorca
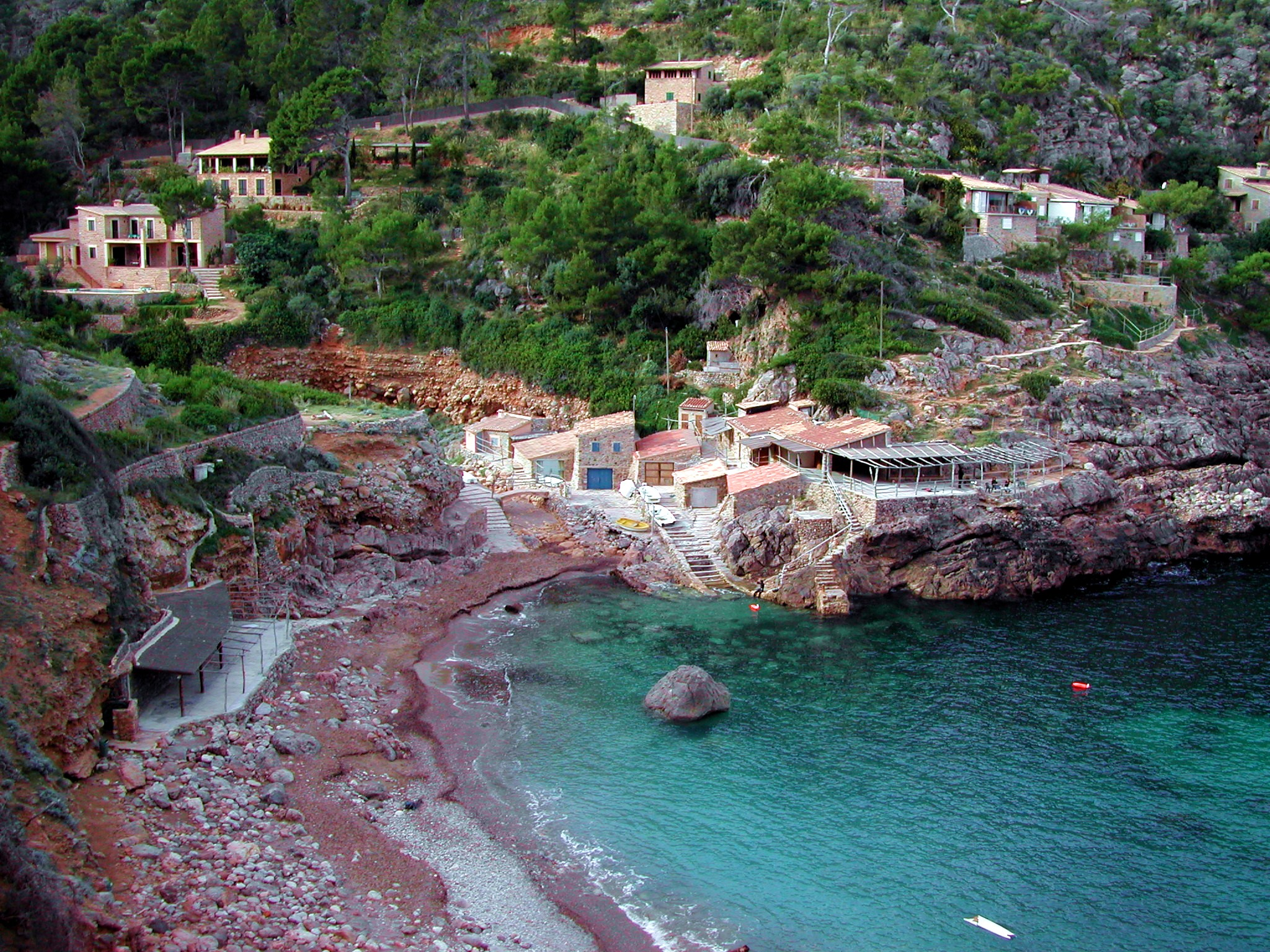
Plaja Cala Deià⁠(ca)[traduceți] de pe țărmul nord-vestic al insulei Mallorca
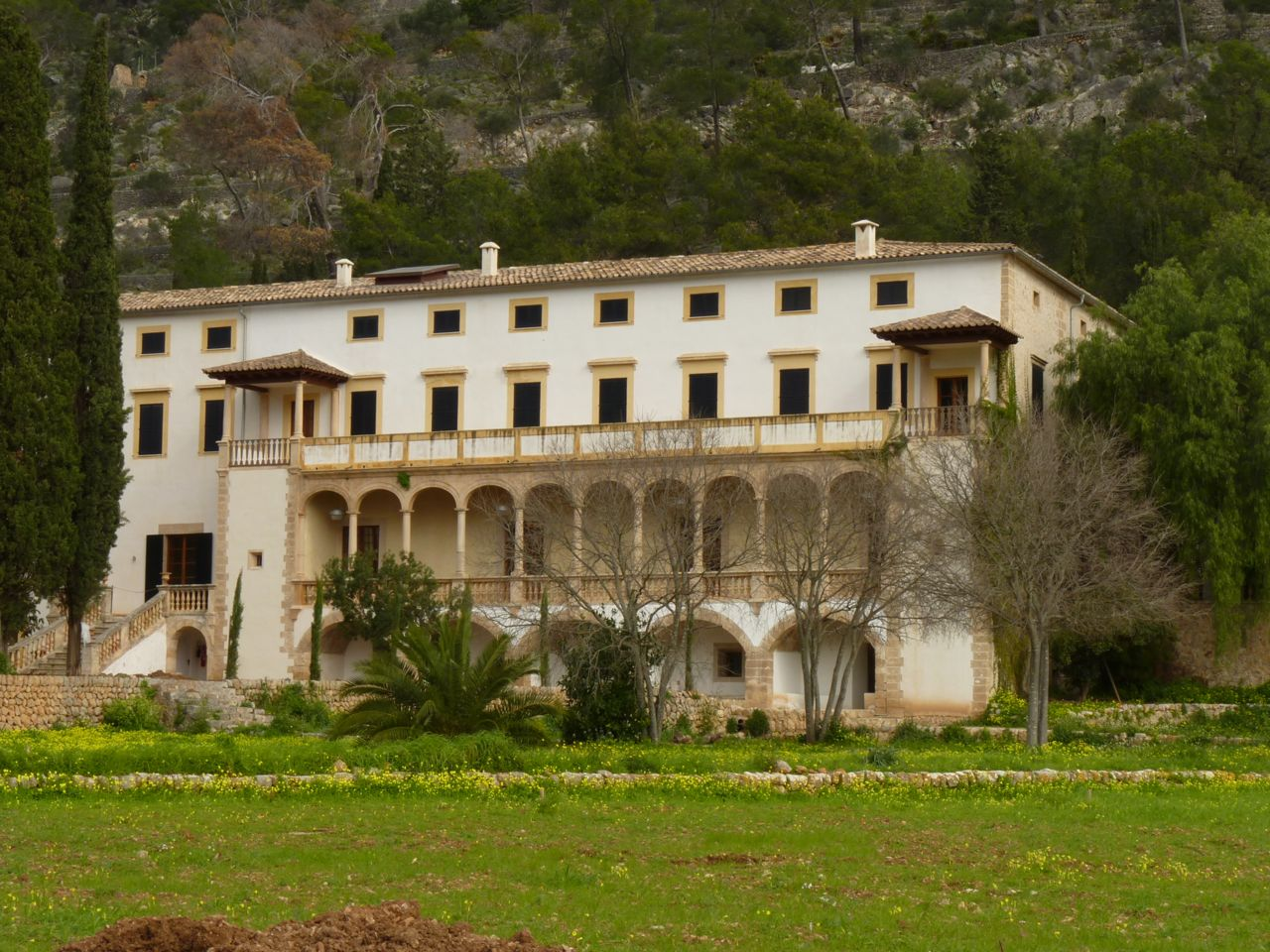
Vila Raixa⁠(es)[traduceți] de la poalele muntelui Serra de Tramuntana⁠(en)[traduceți], aflată pe teritoriul municipiului Bunyola din Mallorca
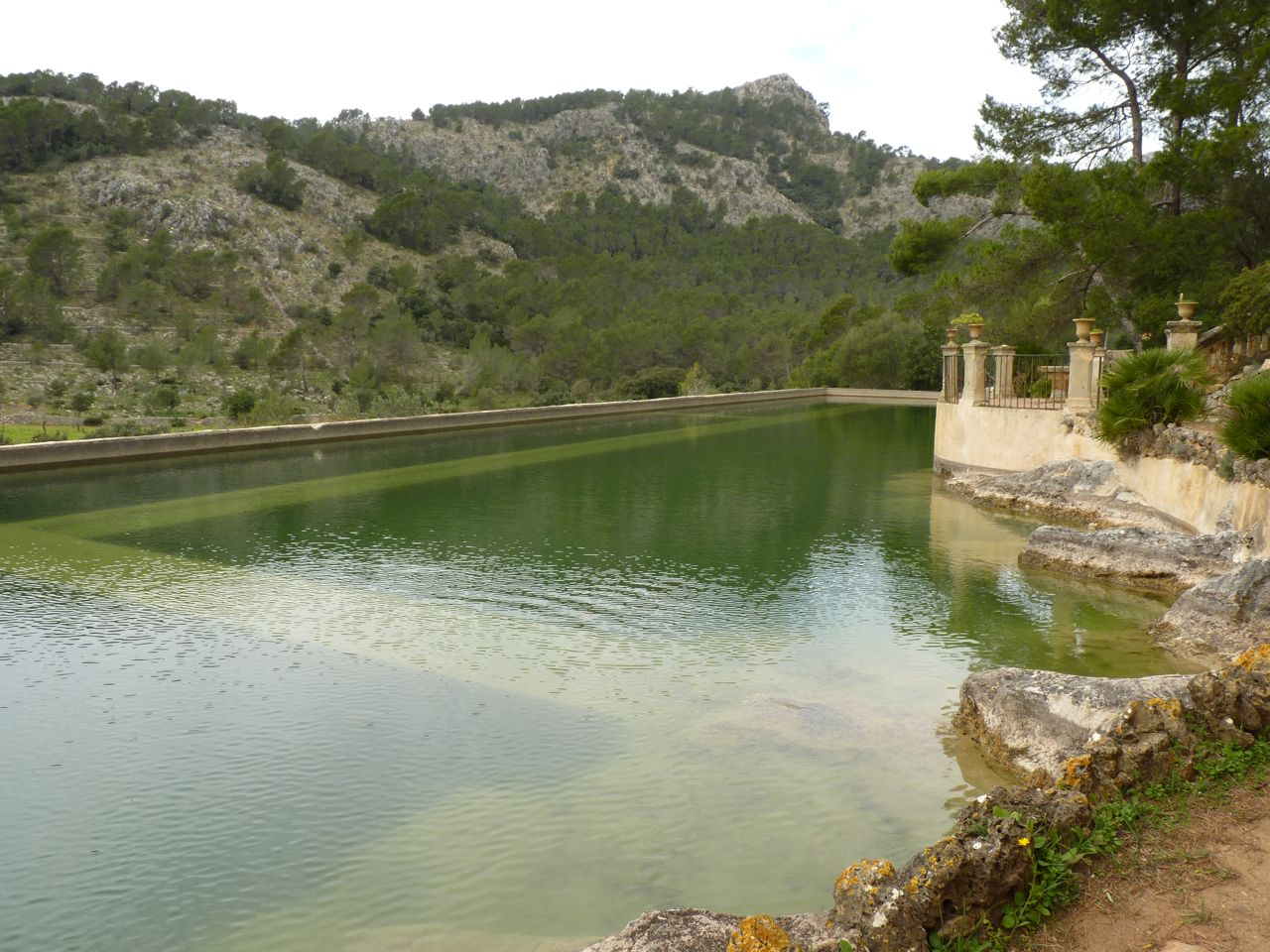
Lacul artificial de pe domeniul Raixa

## Legături externe
- en  Evil Under the Sun la Internet Movie Database
- en  Crimă sub soare (film din 1982) la Rotten Tomatoes
- en  Crimă sub soare (film din 1982) la Allmovie
- en  Crimă sub soare (film din 1982) la TCM Movie Database
- ro  Crimă sub soare (film din 1982) la CineMagia